# Colonia Hidalgo, Guerrero
Colonia Hidalgo är en ort i Mexiko.   Den ligger i kommunen Malinaltepec och delstaten Guerrero, i den sydöstra delen av landet, 270 km söder om huvudstaden Mexico City. Colonia Hidalgo ligger 1 100 meter över havet och antalet invånare är 139.
Terrängen runt Colonia Hidalgo är huvudsakligen kuperad, men österut är den bergig. Terrängen runt Colonia Hidalgo sluttar söderut. Runt Colonia Hidalgo är det ganska glesbefolkat, med 45 invånare per kvadratkilometer. Närmaste större samhälle är El Rincón, 7,7 km sydost om Colonia Hidalgo. Omgivningarna runt Colonia Hidalgo är en mosaik av jordbruksmark och naturlig växtlighet.